# Kostromskoj rajon
Il Kostromskoj rajon (in russo Костромской район?) è un rajon dell'Oblast' di Kostroma, nella Russia europea; il capoluogo è Kostroma. Ricopre una superficie di 2.040 chilometri quadrati e nel 2010 ospitava una popolazione di circa 44.000 abitanti.